# Melekote, Sira
Melekote là một làng thuộc tehsil Sira, huyện Tumkur, bang Karnataka, Ấn Độ.